# Ich Troje
Ich Troje (Их Трое) — польская поп-группа, созданная Михалом Вишневским в 1995 году.

## История группы

### Евровидение 2003
Михал, Юстына Майковская (Justyna Majkowska)  и Яцек Уонгва (Jacek Łągwa) принимают участие в Евровидении 2003 с песней «Zadnych granic» (Без границ) и занимают 7-е место. До поездки на Евровидение группа выпускает сборник лучших песен, в которые вошли и новые треки. На данный момент это самый продаваемый сборник в Польше.
Юстына Майковская решает покинуть группу вскоре после Евровидения. Её сменяет Анна Щвёнтчак (Anna Świątczak), одна из наиболее известных польских бэк-вокалисток и победительница шоу талантов «Шанс к успеху» (Szansa na sukces). Группа начинает очередной концертный тур и работает над новым альбомом.

### Распад группы
Появляются слухи о том, что группа распадается. 3 марта 2004 года во время пресс-конференции в Европейском отеле в Варшаве, Михал объявляет о том, что группа распалась. «Это произошло потому, что я хочу уйти непобежденным», заявляет он. Он уверяет публику о том, что группа выпустит последний альбом и что летний концертный тур пройдет по плану. Последний альбом под названием «Шестая, последняя остановка» («Szósty, ostatni przystanek») выходит 21 июня и группа начинает концертный тур. Группа играет прощальный концерт в Кельцах 12 декабря 2004 года.

### Недолгий успех возвращения
Вскоре Михал, Яцек и Анна вновь объединяются под именем «Их Трое». Летом 2006 года Михал женится на Анне, и в сентябре у них рождается дочь Этиеннетт, а двумя годами позже — вторая дочь Вивиенн . Новая эра в карьере группы началась с масштабного концертного тура.
Седьмой альбом с оригинальным названием «Семь смертных грехов» (Siedem grzechów głównych) вышел 29 мая 2006 года. Поляки удивили фанатов участием двух бывших вокалисток — Юстыны Майковской и Магды Покоры (Magda Femme), бывшей жены Михала — в юбилейном концерте, посвящённом 10-летию группы.
28 января 2006 года группа возвращается на национальный отбор Евровидения и вновь побеждает на нем. Песню «Следуй за сердцем» (Follow my heart) написал Андре Франке, автор «Keine Grenzen». Но песня не пришлась по вкусу европейским зрителям, не позволив Польше пройти в финал.
В 2008 году группа предприняла ещё одну попытку вернуть былую славу, выпустив альбом «Восьмой, чужой пассажир» (ósmy, obcy pasażer), который разошёлся очень низким тиражом .

### Настоящее время
Попытка Анны начать сольную карьеру под псевдонимом Аника (Aniqa) в 2009 также не увенчалась успехом: её дебютный сингл «Часы» (Godziny) признали неформатным на фестивале «Superjedynki» в Ополе . Михал Вишневский немного отошёл от шоу-бизнеса, вплотную занялся профессиональной игрой в покер, и даже открыл казино . 11 мая 2009 Яцек Лонгва выпустил свой сольный сингл «Пойми меня» (Zrozum mnie), предшествующий дебютному альбому «Второй раздел» (Rozdział drugi) и посвящённый его невесте Каролине . Тем не менее, группа продолжает своё существование по сей день; и турне Ich Troje 2009—2010 охватило Польшу, Германию, США и Канаду . Также в планах группы запись девятого альбома  уже с пятой вокалисткой — Юстиной Панфилевич. Летом 2010 года стало известно о разводе Михала и Аники. Новой любовью Вишневского стала менеджер группы Доминика Тайнер, а Аника нашла своё счастье с бывшим ударником «Их Трое» Михалом Женьцей.

### Дискография
| Год  | Альбом                        | Место | Продано                | Значение      |
| ---- | ----------------------------- | ----- | ---------------------- | ------------- |
| 1996 | Интро                         | #23   | 340,000 копий          | Платиновый    |
| 1997 | Их Трое. Продолжение          | #10   | 40,000 копий           | Золотой       |
| 1999 | Лучшие песни 1999             | #48   | 340,000 копий          | Платиновый    |
| 1999 | Третий                        | #33   | 340,000 копий          | Платиновый    |
| 2000 | Третий (переиздание)          | #2    | 100,000 копий          | Платиновый    |
| 2001 | Четвёртое издание             | #1    | 950,000 копий          | Бриллиантовый |
| 2002 | В-пятых… А пусть болтают      | #1    | 800,000 копий          | Бриллиантовый |
| 2003 | Лучшие песни 2003             | #1    | 256,000 копий          | Платиновый    |
| 2004 | Шестая, последняя остановка   | #2    | 35,000 копий           | Золотой       |
| 2006 | Семь смертных грехов          | #40   | 340,000 копий          | Платиновый    |
| 2008 | Восьмой, иностранный пассажир | #42   | 340,000 копий          | Платиновый    |
| 2017 | Pierwiastek z dziewięciu      | #37   |                        |               |
| 2022 | Projekt X                     |       |                        |               |
|      | Всего                         | -     | около 3,000,000+ копий |               |